# Farmer
Farmer je priimek več znanih oseb:
- Art Farmer (1928—1999), ameriški jazzovski trobentač
- Frances Farmer (1913—1970), ameriška igralka
- Frank Farmer, ameriški dirkač
- Gary Farmer (*1953), kanadsko-ameriški igralec
- George Richard Devey Farmer (1896—1971), kanadski general
- Jeff Farmer, ameriški rokoborec
- John Farmer (~1570—1601), angleški renesančni skladatelj
- Mylène Farmer (*1961), v Kanadi rojena francoska pevka popularne glasbe
- Moses Gerrish Farmer (1820—1893), ameriški izumitelj
- Philip José Farmer (1918—2009), ameriški pisatelj
- Sandra Farmer-Patrick (*1962), jamajško-ameriška atletinja
- Walter Farmer (1911—1997), ameriški arhitekt in oblikovalec